# Richard Rainwater
Pour les articles homonymes, voir Rainwater.
Richard Edward Rainwater (15 juin 1944 - 27 septembre 2015) était un investisseur et philanthrope américain. Avec une richesse estimée à 3 milliards de dollars, il s'est classé 211e sur le Forbes 400 en 2015. Rainwater était un des premiers bailleurs de fonds d'investisseurs et un mentor pour des investisseurs comme Eddie Lampert, Roger Staubach et David Bonderman. Son style d'investissement a été décrit comme "analytiquement rigoureux mais opportuniste avec une audace de taille texane".
Entre 2009 et son décès en 2015, il souffrait de paralysie supranucléaire progressive, une maladie rare impliquant une neurodégénérescence. Au cours de sa vie, Rainwater a fait don de plus de 380 millions de dollars à des causes caritatives et a légué la quasi-totalité de sa succession à sa fondation caritative.

## Biographie
Rainwater est né le 15 juin 1944 et a grandi à Fort Worth au Texas. Son père possédait une épicerie de gros et sa mère était commis chez JC Penney. Il est d'origine libanaise. Rainwater est diplômée de l'école secondaire RL Paschal. En 1963, il a été initié en tant que membre du chapitre Tau de la fraternité Kappa Sigma à l'Université du Texas à Austin et en 1966, il est diplômé en mathématiques. En 1996, il a été nommé Kappa Sigma Man of the Year. En 1968, il obtient une maîtrise en administration des affaires de la Stanford Graduate School of Business.
De 1968 à 1970, Rainwater a travaillé pour Goldman Sachs.
En 1970, Sid Bass, un camarade de classe de Rainwater, l'invite, alors âgé de 26 ans, à gérer les investissements non pétrolier de la famille Bass au sein de la Bass Brothers Enterprises. De 1970 à juillet 1986, Rainwater est le principal conseiller en investissement de la famille Bass. Il a reçu 5 millions de dollars à investir au cours de sa première année et a réussi à tout perdre. Rainwater a ensuite recherché une stratégie d'investissement plus méthodique en étudiant des investisseurs tels que Warren Buffett, Benjamin Graham et David Dodd. L'eau de pluie a finalement transformé la fortune de la famille Bass de 50 millions de dollars à 5 milliards de dollars, amassant 100 millions de dollars pour lui-même au moment où il est parti seul en 1986,.

## Investissements
Les investissements notables de Rainwater incluent :
- 1969 - Compagnie pétrolière générale américaine
- 1984 - Au nom de la famille Bass, Rainwater a gagné 400 millions de dollars lorsque Texaco a racheté des actions pour éviter une prise de contrôle hostile[11].
- 1984 - Au nom de la famille Bass, Rainwater investit 478 millions de dollars dans Walt Disney Company et engage Michael Eisner pour redresser la société[2]
- 1986 - Ensco (maintenant Valaris plc)[2]
- 1988 - HCA Santé[6]
- 1989 -Avec Rusty Rose et George W. Bush, achète les Texas Rangers. Bush a transformé son investissement initial de 606 000 $ en plus de 15 millions de dollars[2].
- 1989 - Acquisition de 20% de la société Staubach pour 1 million de dollars[2]
- 1992 - Mid Ocean Limited, fournisseur de réassurance dommages[6]
- 1994 - Crescent Real Estate, 15 millions de pieds carrés de bureaux à Houston[3],[6]
- 1996 - Prise de contrôle de Mesa Petroleum. En 1997, après que la femme de Rainwater a renvoyé T. Boone Pickens, la société a fusionné avec Parker & Parsley pour former Pioneer Natural Resources[6]
- Fin des années 1990 - Lorsque le pétrole se négociait à 12 dollars le baril, Rainwater a investi 100 millions de dollars dans des actions énergétiques et 200 millions de dollars dans des contrats à terme sur le pétrole. Il a vu le phénomène du pic pétrolier comme une opportunité d'investissement après avoir lu Beyond the Limits, un livre de 1992 qui détaillait les conséquences d'une population mondiale en croissance rapide[12],[3] Lors de la crise financière asiatique de 1997, Rainwater a perdu 400 millions de dollars sur papier, ce qui l'a incité à relire le livre[12].